# 南西諸島近海地震
南西諸島近海地震（なんせいしょとうきんかいじしん）では、南西諸島、琉球海溝、沖縄トラフおよびその近海を震源とする地震について述べる。

## プレート境界、発震機構および地殻変動
南西諸島は琉球海溝と沖縄トラフに挟まれた弧状の列島であり、南西諸島海溝の北端は、南海トラフと繋がっている。
地震調査研究推進本部地震調査委員会は、西南日本および南西諸島近海から、日本海・東シナ海を経て中国大陸（ユーラシア大陸）に至る広大な領域は、一つないし複数の大陸プレートから形成されているとし、このプレートの下に太平洋側から沈み込むフィリピン海プレートと対比する意味で、西南日本および南西諸島が載っているプレートを「陸のプレート」と呼んでいる。この地殻変動は陸上の観測点の移動として観測されており、「陸のプレート」上にある南西諸島では南東ないし南向きの地殻変動が見られ、フィリピン海プレート上にある南大東島および北大東島は北東方向に変動している。
南西諸島周辺の地震は、フィリピン海プレートと南西諸島が載っている「陸のプレート」との境界面で発生するプレート間地震、沈み込むフィリピン海プレートの内部で発生するプレート内地震、および陸のプレートの内部で発生する地震（沖縄トラフで発生する地震を含む）に分類される。また、トカラ列島近海と西表島付近に、火山活動との関連が指摘される群発地震がある。
一方、プレートを細分化した見方によれば、南西諸島が載っている沖縄プレートは九州南端から台湾北端にかけて位置し、東及び南は琉球海溝を挟んでフィリピン海プレート、西は沖縄トラフを挟んで揚子江プレート、北は九州を含む西日本が載るアムールプレートと接している。南西諸島海溝は沈み込み帯及びプレート同士が衝突する収束型境界、沖縄トラフはプレート同士が遠ざかる発散型境界及びプレートが横にずれていくトランスフォーム型境界が卓越している。

## 地震の発生確率
地震調査研究推進本部地震調査委員会は、2004年（平成16年）、与那国島周辺で他に比べて地震活動度が有意に大きいとし、M 7.8程度の地震が30年以内に起こる確率を30%程度としている。
この時、地震調査委員会は他のタイプの地震（南西諸島周辺の浅発地震、九州から南西諸島周辺のやや深発地震、八重山地震タイプの地震、1998年（平成10年）5月4日の地震に類似する地震、海岸段丘から推定される南西諸島周辺の地震）についても検討したが、いずれも知見が少ないとし、その発生可能性の評価をしなかった。なお、2012年現在、地震発生確率は不明としながらも、宮古島断層帯中部でM 7.2、同西部でM 6.9程度の地震が予測されている。
また、地震調査研究推進本部は2009年、『全国地震動予測地図』をまとめている。
より小規模な地震活動の再現周期については、宮古島近海の固有地震活動の研究が報告されている。

## 南西諸島の耐震基準の地域別地震係数
建築基準法の規定により、一定規模を超える建築物は構造計算により安全性を確かめる必要があるが、その耐震基準の中で、建築物の耐用年数内に想定される地震力（水平力）の大きさの地域差を考慮した係数として地域別地震係数(Z)がある。南西諸島においては、鹿児島県奄美地方についてはZ=1.0、沖縄県全域については国内唯一、全国で最低のZ=0.7となっている。この値は構造計算法として一般的な許容応力度等計算にもより複雑な計算法である限界耐力計算にも適用される。沖縄県の地域別地震係数(Z)については過少評価ではないかという見方が存在している。
地震の規模と発生確率が詳細に検討されるようになった中、地域別地震係数の妥当な値を求めようとする研究もなされている。

## 年表
古文書によって確認できない古い地震歴については、津波石(津波によって打ち上げられた珊瑚礁隗)や海底のタービダイト、陸上の遺跡の考古学的発掘などにより地震（津波）の発生履歴調査が行われている。八重山列島の津波石などによる調査では、過去3000年間に5回（約200年前、約500年前、約1000年前、約2200年前、約2600年前）の津波歴が見出されている。
一方、1748年に書かれた宮古島旧記においても、宮古列島の各地の村が大波で消滅したとする伝承が記録されており、これらの伝承が13世紀から15世紀に作られたと考えられていることから、この時期に宮古諸島を大津波が襲った可能性がある。
以下の表に、南西諸島近海を震央とする地震のうち、被害地震、M 7.0以上の地震および最大震度5(弱)以上の地震を示す。南西諸島ではこれらの他に、遠隔地震による津波被害や台湾付近を震源とする地震による地震動の観測がある。
注記
1. 後述にて解説してある地震については、震央地名のリンクから移動できる。
2. 地震発生年月日の欄の月日は全てグレゴリオ暦（新暦）で記した。震央地名の欄は、1923年（大正12年）以降は気象庁が用いる震央地名で統一した[15]。1922年（大正11年）以前は推定震源域のほか主な被災地域を表記したものがある。

| 地震発生年月日             | 震央地名                        | 北緯 (°N) | 東経 (°E) | 深さ (km) | 規模 (M)       | 最大 震度 | 概要 |
| -------------------------- | ------------------------------- | --------- | --------- | --------- | -------------- | --------- | --- |
| 1470年頃 - 1500年頃        | 宮古諸島                        |           |           |           |                |           | 津波の襲来が推測される。 |
| 1625年（寛永2年）          | 石垣島                          |           |           |           |                |           | 石垣島桴海村津波に襲われ全村流潰（八重山島年来記）。 |
| 1664年（寛文4年）          | 沖縄鳥島                        | 27.9      | 128.3     |           |                |           | 琉球の鳥島で地震。死者1名。近くの海底から噴火があったとされる。津波があった。 |
| 1665年（寛文5年）3月       | 沖縄本島                        |           |           |           |                |           | 地震甚だ大にして山岳尽く響く（球陽）。 |
| 1667年（寛文7年）          | 宮古・八重山諸島                |           |           |           |                |           | 宮古島で地震強く洲鎌村の旱田1210坪約3尺沈下して水田となる。石垣島で大地震。島の所々が崩れる（八重山島年来記）。 |
| 1686年（貞享3年）5月       | 宮古島                          |           |           |           |                |           | 石垣が崩れた。 |
| 1696年（元禄9年）6月1日    | 宮古島                          |           |           |           |                |           | 宮古島で大地震（球陽）。 |
| 1706年（宝永3年）          | 宮古島                          |           |           |           |                |           | 宮古島で大地震。死者あり。 |
| 1714年（正徳4年）          | 石垣島                          |           |           |           |                |           | 死者1名（八重山島年来記）。 |
| 1760年（宝暦10年）5月15日  | 沖縄本島                        |           |           |           |                |           | 旧暦4月1日。城墻57箇所が崩れた。余震があった。 |
| 1768年（明和5年）7月22日   | 沖縄本島南西沖                  | 26.2      | 127.5     |           | M 7.9          |           | 旧暦6月9日。王城などの石垣が崩れた。津波が来て、慶良間島で田園と民家9戸を損じた。 |
| 1771年（明和8年）4月24日   | 八重山・宮古両群島 (八重山地震) | 24.0      | 124.3     |           | M 7.4 (Mt 8.5) |           | 旧暦3月10日。地震動は小さく、石垣島では震度4程度と推定される。最大高さ30m弱と推定される津波が八重山列島及び宮古列島を襲い壊滅的な被害を生じた。八重山列島では9,400名余、宮古列島で2,463名が溺死。家屋の流出などにより全壊した家屋は、八重山列島で約2,200棟、宮古列島では少なくとも800棟に上り、石垣島では完全に消滅した村もあった。 |
| 1771年（明和8年）8月30日   | 石垣島                          |           |           |           |                |           | 八重山島南風原、仲間村で地震。地鳴り、湧水（球陽）。 |
| 1791年（寛政3年）5月13日   | 沖縄本島南方沖                  |           |           |           | M 8.2          |           | 津波発生。那覇、渡久地で1.5-2m、与那原で11m。 |
| 1836年（天保7年）4月22日   | 宮古島                          |           |           |           |                |           | 数十回の地震。7日の地震で宮古島の石垣が崩れた。 |
| 1842年（天保13年）4月17日  | 宮古島                          |           |           |           |                |           | 旧暦3月7日。宮古島などで5日頃から地震。7日の地震で石墻が多く崩れた。14日まで数十回の地震があった。 |
| 1858年（安政5年）9月       | 沖縄本島                        |           |           |           |                |           | 8月から12月まで度々地震（球陽）。 |
| 1868年（明治元年）         | 宮古島                          |           |           |           |                |           | 石垣が崩れた。 |
| 1882年（明治15年）         | 沖縄本島周辺                    |           |           |           |                |           | 那覇・首里で石垣が崩れた。 |
| 1898年（明治31年）9月1日   | 多良間島沖                      | 24.5      | 124.75    |           | M 7.0          |           | 那覇・首里で石垣が崩れた。 |
| 1901年（明治34年）6月24日  | 奄美大島近海                    | 28        | 130       |           | M 7.5          |           | 名瀬市内で石垣の崩壊等の小被害があった。宮崎県細島で高潮を観測し、最大21～24cmに達した。 |
| 1909年（明治42年）8月29日  | 沖縄島付近                      | 26        | 128       |           | M 6.2          |           | 那覇・首里で家屋全半潰6、死者1名。その他で全半潰10、死者1名。 |
| 1911年（明治44年）6月15日  | 奄美大島近海 (喜界島地震)       | 28.0      | 130.0     | 140       | M 8.0          | 震度6     | 奄美大島や喜界島では震度6、沖縄島でも震度5の揺れがあったと推定される。人的被害は死者12名、負傷者26名。喜界島では、全島の家屋2,500棟の内401棟が全壊し、死者1名。奄美大島では家屋全壊11棟。徳之島では崖崩れに伴う死者5名。震源から300kmほど隔たった沖縄島南部でも、598箇所に上る石垣が崩壊、死者1名、負傷者11名。                     |
| 1915年（大正4年）1月6日    | 石垣島北西沖                    | 25.1      | 123.3     | 150       | M 7.4          | 震度4     | 石垣島で石垣崩壊105箇所。 |
| 1923年（大正12年）7月13日  | 九州地方南東沖                  | 30.9      | 132.0     | 44        | M 7.3          | 震度4     | 宮崎市、鹿児島市で震度4を観測。文献により種子島近海（北緯30.6度、東経131.2度）ともされる。 |
| 1926年（大正15年）6月29日  | 沖縄本島北西沖                  | 27.78     | 126.76    | 150       | M 7.0          | 震度4     | 那覇市で震度4を観測。 |
| 1926年（大正15年）7月4日   | 詳細不明                        | 28.4      | 129.5     | 0         | 未決定         | 震度5     | 奄美市で震度5を観測。 |
| 1926年（大正15年）8月7日   | 宮古島近海                      | 24.74     | 124.83    | 28        | M 7.0          | 震度4     | 石垣市で震度4を観測。 |
| 1938年（昭和13年）6月10日  | 宮古島北西沖                    | 25.56     | 125.04    | 22        | M 7.7          | 震度4     | 宮古島平良港では地震後10分で津波が到達。波の高さ1.5mで、桟橋の流失などの被害を生じた。気象庁はM 7.2としている。 |
| 1947年（昭和22年）9月27日  | 与那国島近海                    | 24.7      | 123.2     | 96        | M 7.4          | 震度5     | 石垣島で死者1名。西表島で死者4名。瓦の落下、地割れ、落石などがあった。 |
| 1958年（昭和33年）3月11日  | 石垣島近海                      | 24.81     | 124.39    | 57        | M 7.2          | 震度5     | 石垣島などで震度5を観測。死者2名。 |
| 1966年（昭和41年）3月13日  | 与那国島近海                    | 24.24     | 122.67    | 42        | M 7.8          | 震度5     | 与那国島で死者2名、家屋被害4棟、石垣崩壊23箇所。与那国島で震度5、石垣島で震度4、宮古島で震度3。小津波。 |
| 1970年（昭和45年）1月1日   | 奄美大島近海                    | 28.4      | 129.2     | 50        | M 6.1          | 震度5     | 奄美市で震度5を観測。 |
| 1987年（昭和62年）4月30日  | 奄美大島近海                    | 28.39     | 129.78    | 9         | M 5.2          | 震度5     | 奄美市で震度5を観測。 |
| 1992年（平成4年）10月14日  | 西表島付近                      | 24.43     | 123.76    | 4         | M 4.9          | 震度5     | 竹富町で震度5を観測。 |
| 1992年（平成4年）10月15日  | 詳細不明                        | 24.38     | 123.75    | 0         | 未決定         | 震度5     | 竹富町で震度5を観測。 |
| 1992年（平成4年）10月18日  | 西表島付近                      | 24.40     | 123.79    | 1         | 未決定         | 震度5     | 竹富町で震度5を観測。 |
| 1992年（平成4年）10月20日  | 西表島付近                      | 24.47     | 123.74    | 8         | M 5.0          | 震度5     | 竹富町で震度5を観測。 |
| 1992年（平成4年）10月20日  | 西表島付近                      | 24.45     | 123.74    | 4         | M 3.7          | 震度5     | 竹富町で震度5を観測。 |
| 1992年（平成4年）11月18日  | 西表島付近                      | 24.49     | 123.74    | 6         | M 4.4          | 震度5     | 竹富町で震度5を観測。 |
| 1993年（平成5年）5月17日   | 西表島付近                      | 24.48     | 123.72    | 8         | M 4.1          | 震度5     | 竹富町で震度5を観測。 |
| 1995年（平成7年）10月18日  | 奄美大島近海                    | 28.03     | 130.38    | 39        | M 6.9          | 震度5     | 喜界町で震度5を観測。 |
| 1995年（平成7年）10月19日  | 奄美大島近海                    | 28.02     | 130.44    | 21        | M 6.7          | 震度5     | 喜界町で震度5を観測。 |
| 1998年（平成10年）5月4日   | 石垣島南方沖                    | 22.38     | 125.44    | 35        | M 7.7          | 震度3     | 与那国島・石垣島・宮古島などで震度3を観測。石垣島・宮古島の検潮所で最大0.1m程度の津波を観測。 |
| 2000年（平成12年）10月2日  | トカラ列島近海                  | 29.40     | 129.34    | 22        | M 5.3          | 震度5弱   | 十島村悪石島で震度5弱を観測。 |
| 2000年（平成12年）10月2日  | トカラ列島近海                  | 29.41     | 129.46    | 25        | M 5.9          | 震度5強   | 十島村悪石島で震度5強を観測。 |
| 2000年（平成12年）10月2日  | トカラ列島近海                  | 29.46     | 129.43    | 21        | M 4.6          | 震度5弱   | 十島村悪石島で震度5弱を観測。 |
| 2000年（平成12年）11月14日 | 西表島付近                      | 24.49     | 123.75    | 8         | M 4.9          | 震度5弱   | 竹富町で震度5弱を観測。 |
| 2001年（平成13年）12月9日  | 奄美大島近海                    | 28.25     | 129.49    | 36        | M 6.0          | 震度5強   | 奄美大島の住用村で震度5強、名瀬市で震度5弱のほか、奄美大島、喜界島で震度4を観測。人的被害なし。 |
| 2001年（平成13年）12月18日 | 与那国島近海                    | 23.89     | 122.82    | 8         | M 7.3          | 震度4     | 与那国島で震度4を観測。与那国島で最大高0.1mの津波を観測。 |
| 2002年（平成14年）3月26日  | 石垣島近海                      | 23.20     | 124.27    | 0         | M 7.0          | 震度1     | 竹富町で震度1を観測。 |
| 2004年（平成16年）10月15日 | 与那国島近海                    | 24.60     | 122.83    | 83        | M 6.6          | 震度5弱   | 与那国町で震度5弱を観測。 |
| 2008年（平成20年）7月8日   | 沖縄本島近海                    | 27.47     | 128.55    | 45        | M 6.1          | 震度5弱   | 鹿児島県与論町で震度5弱、沖縄県では名護市などで震度4を観測。 |
| 2010年（平成22年）2月27日  | 沖縄本島近海                    | 25.92     | 128.68    | 37        | M 7.2          | 震度5弱   | 糸満市で最大震度5弱を観測。負傷者2名。住家の一部破損4棟。南城市で0.1mの津波を観測。 |
| 2011年（平成23年）11月8日  | 沖縄本島北西沖                  | 27.30     | 125.74    | 217       | M 7.0          | 震度4     | 沖縄本島および周辺離島で最大震度4を観測。 |
| 2015年（平成27年）4月20日  | 与那国島近海                    | 23.96     | 122.43    | 22        | M 6.8          | 震度4     | 与那国島で最大震度4を観測。台湾新北市で火災により死者1名。 |

## 主な地震
ここでは、主に、死者を出した地震、震度5強以上または旧震度階で震度6以上の地震、最大震度5（弱）以上が複数回観測された一連の地震、地震調査研究推進本部が大地震の再現周期を検討するに当たって取り上げたM 7.5 以上の地震について記す。
なお、右図では同心円の中心によって震央位置を示した。

### 1771(明和8)年八重山地震
1771年（明和8年）4月24日午前8時頃、八重山列島近海、北緯24度、東経124.3度を震央とするM 7.4、津波マグニチュードMt 8.5の地震が発生した。最大高さ30m弱と推定される津波が八重山列島及び宮古列島を襲い壊滅的な被害を生じた。八重山列島では9,400名余、宮古列島で2,463名が溺死した。家屋の流出などにより全壊した家屋は、八重山列島で約2,200棟、宮古列島では少なくとも800棟に上り、石垣島では完全に消滅した村もあった。八重山列島と宮古列島以外に被害記録は無く、きわめて指向性の強い津波であった。地震動は小さく、石垣島では震度4程度と推定される。
八重山地震及び八重山地震津波の名で知られる。古くは乾隆大津波又は八重山大津波と呼ばれ、1968年（昭和43年）に牧野清が著した『八重山の明和大津波』以降、明和の大津波とも呼ばれるようになった。石垣島における津波の最大遡上高は、『大波之時各村之形行書』の記録によれば宮良村で85.4mに達し、日本最高の遡上記録とされるが、実際の遡上高は25mから30mと考えられている。また、『諸色覚日記』には房総半島まで津波が来た可能性を示す記述がある。
地震のメカニズムとしては、定説が見いだせていない。地震調査研究推進本部地震調査委員会は、地震に伴う震度が小さいこと、フィリピン海プレートの沈み込みに伴う歪みの蓄積が認められないこと、および巨大地震の発生が歴史記録上ほかに知られていないことから、プレート間の巨大地震と見なすことは難しいとした。また、同地震津波は、通常の地震性海底地殻変動モデルで説明することはできないと推測されていることを取り上げた。海底地形調査によれば、石垣・西表島南方約40kmに位置する黒島海丘南側斜面で、海底地滑りの痕跡が認められているが、このことについても、その最も新しい現象が八重山地震津波の波源であるとは断定できない、としている。

### 1901(明治34)年奄美大島近海地震
1901年（明治34年）6月24日16時2分、奄美大島近海、北緯28度、東経130度を震央とするM 7.5 の地震が発生した。震域は広いが、被害は少なく、名瀬市内で石垣の崩壊等の小被害があった。宮崎県細島で高潮を観測し、最大21-24cmに達した。

### 1909(明治42)年沖縄本島近海地震
1909年（明治42年）8月29日19時27分、沖縄本島近海、北緯26度、東経128度を震央とする、M 6.2 の地震が発生した。那覇・首里で家屋全半潰6棟、死者1名、その他で全半潰10棟、死者1名の被害が発生した。

### 1911(明治44)年奄美大島近海地震 （喜界島地震）
1911年（明治44年）6月15日23時26分、奄美大島近海、北緯28度、東経130度、深さを140kmを震源とする、M 8.0 の地震が発生した。マグニチュードが推定されている南西諸島近海の地震としては最大規模の地震である。名瀬測候所で震度6に相当する揺れ（烈）を観測したほか、那覇測候所などでも震度5相当（強）の揺れがあった。喜界島地震の名で知られ、明治奄美大島近海地震とも呼ばれる。
人的被害は死者12名、負傷者26名である。喜界島では、全島の家屋2,500棟の内401棟が全壊し、1名が死亡した。奄美大島では11棟の家屋が全壊した。徳之島では崖崩れに伴い5名が死亡した。震源から300kmほど隔たった沖縄島南部でも、598箇所に上る石垣が崩壊、死者1名、負傷者11名を伴った。近畿地方でも震度2～3の揺れがあったとされている。
地震のメカニズムとしては、有感範囲が広いこと、震源が140kmと推定されることから、沈み込んだプレート内のやや深い地震とする考え方が有力である。
この付近を震源とする地震の再来周期や活動歴は不明である。しかし、珊瑚礁に残された海岸段丘の痕跡から、過去7,000年間に4回の隆起が記録されており、6,300年前に5m、4,100年前に1m、3,100年前に1m、1,400年前に2m、それぞれ隆起している。

### 1938(昭和13)年宮古島北西沖地震
1938年（昭和13年）6月10日18時53分、宮古島北西沖、北緯 25度33.4分、東経 125度2.1分、震源深さ22kmを震源とする、M 7.2 ないし M 7.7の地震が発生した。地震後、小津波が近くの島に到達した。宮古島平良港では地震後10分で津波が到達。波の高さ1.5mで、桟橋の流失などの被害を生じた。この地震は沖縄トラフで発生した浅い地震と考えられている。気象庁による各地の震度は以下の通り。
| 震度  | 都道府県 | 観測所 |
| ----- | -------- | ------ |
| 震度4 | 沖縄県   | 宮古島 |
| 震度2 | 沖縄県   | 石垣島 |

### 1947(昭和22)年与那国島近海地震
1947年（昭和22年）9月27日1時1分、与那国島近海、北緯 24度42分、東経 123度12分、震源深さ96kmを震源とする、M 7.4 の地震が発生した。石垣島で死者1名、西表島で死者4名の人的被害を出した。瓦の落下、地割れ、落石などがあった。気象庁による各地の震度は以下の通り。
| 震度  | 都道府県 | 観測所 |
| ----- | -------- | ------ |
| 震度5 | 沖縄県   | 石垣島 |
| 震度3 | 沖縄県   | 宮古島 |

### 1958(昭和33)年石垣島近海地震
1958年（昭和33年）3月11日9時26分、石垣島近海、北緯 24度48.6分、東経 124度23.4分、震源深さ57kmを震源とする、M 7.2 の地震が発生した。死者2名の人的被害を出した。気象庁による各地の震度は以下の通り。
| 震度  | 都道府県 | 観測所                 |
| ----- | -------- | ---------------------- |
| 震度5 | 沖縄県   | 宮古島・石垣島・西表島 |
| 震度4 | 沖縄県   | 与那国島               |
| 震度3 | 沖縄県   | 那覇                   |
| 震度3 | 鹿児島県 | 名瀬                   |
| 震度1 | 宮崎県   | 油津                   |

### 1966(昭和41)年与那国島近海地震
1966年（昭和41年）3月13日1時31分、与那国島近海、北緯24度14.4分、東経122度40.2分、震源深さ42kmを震源とする、M 7.3 ないし 7.8 の地震が発生した。この地震により与那国島で死者2名、家屋全壊1棟、半壊3棟、石垣崩壊23箇所等の被害があった。沖縄および九州西海岸で小津波が観測された。気象庁による各地の震度は以下の通り。
| 震度  | 都道府県 | 観測所         |
| ----- | -------- | -------------- |
| 震度5 | 沖縄県   | 与那国島       |
| 震度4 | 沖縄県   | 石垣島・西表島 |
| 震度1 | 沖縄県   | 那覇           |

### 1992(平成4)年西表島群発地震
西表島付近では1991年（平成3年）から1993年（平成5年）にかけて地震活動が活発となり、沖縄竹富町では、この3年間で2000回以上の有感地震を観測した。特に、1992年（平成4年）10月14日から10月20日にかけて最大震度5の地震が5回発生している（以降、1993年までの最大震度5の地震は2回）。全体的な震源分布は北西-南東方向に分布しており、震源の深さはおもに8-12kmであった。また、初動解は正断層と推定されている。地震の最大規模は M 5.0。気象庁による竹富町西表での震度別地震回数は以下の通り。
| 震度  | 1月 | 2月 | 3月 | 4月 | 5月 | 6月 | 7月 | 8月 | 9月 | 10月 | 11月 | 12月 | 計  | 計   |
| ----- | --- | --- | --- | --- | --- | --- | --- | --- | --- | ---- | ---- | ---- | --- | ---- |
| 震度1 | 14  | 208 | 186 | 76  | 10  | 7   | 9   | 3   | 7   | 2    | 6    | 7    | 535 | 0740 |
| 震度2 | 9   | 38  | 55  | 30  | 4   | 3   | 2   | 1   | 1   | 0    | 4    | 4    | 151 | 0740 |
| 震度3 | 2   | 15  | 18  | 8   | 1   | 0   | 0   | 0   | 0   | 0    | 0    | 0    | 44  | 0740 |
| 震度4 | 0   | 2   | 5   | 2   | 0   | 0   | 0   | 0   | 1   | 0    | 0    | 0    | 10  | 0740 |
| 震度5 | 0   | 0   | 0   | 0   | 0   | 0   | 0   | 0   | 0   | 0    | 0    | 0    | 0   | 0740 |

| 震度  | 1月 | 2月 | 3月 | 4月 | 5月 | 6月 | 7月 | 8月 | 9月 | 10月 | 11月 | 12月 | 計  | 計   |
| ----- | --- | --- | --- | --- | --- | --- | --- | --- | --- | ---- | ---- | ---- | --- | ---- |
| 震度1 | 11  | 1   | 1   | 1   | 3   | 0   | 3   | 11  | 113 | 486  | 117  | 44   | 791 | 1400 |
| 震度2 | 3   | 1   | 1   | 2   | 1   | 2   | 1   | 15  | 61  | 277  | 54   | 29   | 447 | 1400 |
| 震度3 | 0   | 0   | 1   | 1   | 1   | 0   | 0   | 3   | 16  | 80   | 16   | 10   | 128 | 1400 |
| 震度4 | 0   | 0   | 0   | 0   | 0   | 0   | 0   | 1   | 7   | 22   | 2    | 2    | 34  | 1400 |
| 震度5 | 0   | 0   | 0   | 0   | 0   | 0   | 0   | 0   | 0   | 5    | 1    | 0    | 6   | 1400 |

| 震度  | 1月 | 2月 | 3月 | 4月 | 5月 | 6月 | 7月 | 8月 | 9月 | 10月 | 11月 | 12月 | 計  | 計   |
| ----- | --- | --- | --- | --- | --- | --- | --- | --- | --- | ---- | ---- | ---- | --- | ---- |
| 震度1 | 24  | 11  | 17  | 12  | 5   | 5   | 6   | 4   | 4   | 2    | 4    | 7    | 101 | 0152 |
| 震度2 | 5   | 5   | 5   | 3   | 2   | 2   | 5   | 7   | 3   | 2    | 2    | 2    | 43  | 0152 |
| 震度3 | 1   | 0   | 1   | 0   | 1   | 0   | 0   | 2   | 0   | 0    | 0    | 0    | 5   | 0152 |
| 震度4 | 0   | 1   | 0   | 0   | 0   | 0   | 0   | 1   | 0   | 0    | 0    | 0    | 2   | 0152 |
| 震度5 | 0   | 0   | 0   | 0   | 1   | 0   | 0   | 0   | 0   | 0    | 0    | 0    | 1   | 0152 |

### 1995(平成7)年奄美大島近海地震
1995年（平成7年）10月18日19時37分、奄美大島近海、北緯28度1.9分、東経130度22.8分、震源深さ39kmを震源とする、M 6.9 の地震と、10月19日11時41分、奄美大島近海、北緯28度1.1分、東経130度26.3分、震源深さ21kmを震源とする、M 6.7 の地震が発生し、ともに鹿児島県喜界町で最大震度5を観測した。浦原で水位上昇値 3mの津波を観測しているが、地震の規模に比べ津波の高さは特異的であった。気象庁による10月18日19時37分の地震における各地の震度および鹿児島県喜界町における10月31日までの14日間の震度別地震回数は以下の通り。
| 震度  | 都道府県 | 観測所                     |
| ----- | -------- | -------------------------- |
| 震度5 | 鹿児島県 | 喜界島                     |
| 震度4 | 鹿児島県 | 龍郷・名瀬                 |
| 震度3 | 鹿児島県 | 天城                       |
| 震度2 | 鹿児島県 | 鹿児島・屋久島・和泊       |
| 震度2 | 宮崎県   | 宮崎・都城                 |
| 震度2 | 沖縄県   | 国頭・伊平屋・南城・久米島 |
| 震度1 | 鹿児島県 | 枕崎・種子島               |
| 震度1 | 宮崎県   | 油津・串間                 |
| 震度1 | 沖縄県   | 名護・那覇・南大東島       |
| 震度1 | 佐賀県   | 佐賀                       |
| 震度1 | 長崎県   | 雲仙岳                     |
| 震度1 | 熊本県   | 熊本・八代・人吉           |
| 震度1 | 大分県   | 大分                       |

| 震度  | 18日 | 19日 | 20日 | 21日 | 22日 | 23日 | 24日 | 25日 | 26日 | 27日 | 28日 | 29日 | 30日 | 31日 |
| ----- | ---- | ---- | ---- | ---- | ---- | ---- | ---- | ---- | ---- | ---- | ---- | ---- | ---- | ---- |
| 震度1 | 35   | 74   | 15   | 6    | 10   | 9    | 5    | 4    | 0    | 2    | 3    | 0    | 0    | 2    |
| 震度2 | 20   | 38   | 6    | 2    | 2    | 1    | 2    | 0    | 0    | 0    | 0    | 0    | 1    | 1    |
| 震度3 | 3    | 8    | 4    | 1    | 0    | 1    | 0    | 0    | 0    | 0    | 0    | 0    | 0    | 0    |
| 震度4 | 3    | 3    | 1    | 0    | 0    | 0    | 0    | 0    | 0    | 0    | 0    | 0    | 0    | 0    |
| 震度5 | 1    | 1    | 0    | 0    | 0    | 0    | 0    | 0    | 0    | 0    | 0    | 0    | 0    | 0    |

### 1998(平成10)年石垣島南方沖地震
1998年（平成10年）5月4日8時30分、石垣島南方沖、北緯22度22.7分、東経125度26.2分、震源深さ35kmを震源とする、M 7.7 の地震が発生した。最大震度3。到達した津波の高さは最大10cm程度であった。規模の割に津波の高さが小さかった原因は、横ずれの断層運動であったため、縦ずれ（上下）成分が小さかったためと考えられている。震源域は南西諸島海溝の南側であり、フィリピン海プレート内部の地震と考えられ（過去の観測の累積によれば、東西方向に圧縮軸を持つ地震が卓越している）、この地震の発震機構として求められたCMT解と一致した。気象庁による各地の震度は以下の通り。
| 震度  | 都道府県 | 観測所 |
| ----- | -------- | --- |
| 震度3 | 沖縄県   | 多良間村塩川・宮古島市平良下里・宮古島市平良西仲宗根・石垣市登野城・与那国町祖納・与那国町久部良・竹富町西表 |
| 震度2 | 沖縄県   | 久米島町謝名堂・石垣市新川                                                                                   |
| 震度1 | 沖縄県   | 名護市宮里・国頭村奥・那覇市樋川・南城市玉城前川・読谷村座喜味・久米島町山城・南大東村在所                   |
| 震度1 | 鹿児島県 | 鹿屋市新栄町・喜界町滝川・奄美市名瀬港町                                                                     |

### 2000(平成12)年トカラ列島近海地震
2000年（平成12年）10月2日16時44分、トカラ列島近海、北緯29度24.7分、東経129度27.5分、震源深さ25kmを震源とする、M 5.9 の地震が発生し、鹿児島県十島村の悪石島で最大震度5強を観測した。この地震を挟んで16時29分、17時4分にも同観測点で最大震度5弱を観測するなど、この日、トカラ列島近海を震源域とする震度2以上の地震は29回を数えた。気象庁による16時44分の地震における各地の震度および鹿児島県十島村悪石島における10月15日までの14日間の震度別地震回数は以下の通り。
| 震度    | 都道府県 | 観測所                                                          |
| ------- | -------- | --------------------------------------------------------------- |
| 震度5強 | 鹿児島県 | 鹿児島十島村悪石島                                              |
| 震度2   | 鹿児島県 | 鹿児島十島村平島・鹿児島十島村小宝島・喜界町滝川 奄美市名瀬幸町 |
| 震度1   | 鹿児島県 | 鹿児島十島村中之島徳之尾・龍郷町屋入                            |

| 震度    | 2日 | 3日 | 4日 | 5日 | 6日 | 7日 | 8日 | 9日 | 10日 | 11日 | 12日 | 13日 | 14日 | 15日 |
| ------- | --- | --- | --- | --- | --- | --- | --- | --- | ---- | ---- | ---- | ---- | ---- | ---- |
| 震度2   | 19  | 2   | 2   | 1   | 1   | 3   | 0   | 1   | 3    | 0    | 0    | 0    | 1    | 0    |
| 震度3   | 6   | 0   | 0   | 0   | 0   | 0   | 0   | 0   | 0    | 0    | 0    | 0    | 0    | 0    |
| 震度4   | 1   | 1   | 0   | 0   | 0   | 0   | 0   | 0   | 0    | 0    | 0    | 0    | 0    | 0    |
| 震度5弱 | 2   | 0   | 0   | 0   | 0   | 0   | 0   | 0   | 0    | 0    | 0    | 0    | 0    | 0    |
| 震度5強 | 1   | 0   | 0   | 0   | 0   | 0   | 0   | 0   | 0    | 0    | 0    | 0    | 0    | 0    |

### 2001(平成13)年奄美大島近海地震
2001年（平成13年）12月9日5時29分、奄美大島近海、北緯28度14.9分、東経129度29.3分、震源深さ36kmを震源とする、M 6.0 の地震が発生し、鹿児島県奄美市で最大震度5強を観測した。人的被害はなかった。気象庁による各地の震度は以下の通り。
| 震度    | 都道府県 | 観測所                                                 |
| ------- | -------- | ------------------------------------------------------ |
| 震度5強 | 鹿児島県 | 奄美市住用西仲間                                       |
| 震度5弱 | 鹿児島県 | 奄美市名瀬港町・奄美市名瀬幸町                         |
| 震度4   | 鹿児島県 | 宇検村湯湾・龍郷町屋入・喜界町滝川・喜界町湾           |
| 震度3   | 鹿児島県 | 鹿児島十島村諏訪之瀬島・徳之島町亀津・天城町当部       |
| 震度2   | 鹿児島県 | 鹿児島十島村中之島徳之尾・鹿児島十島村宝島・和泊町国頭 |
| 震度1   | 鹿児島県 | 鹿児島市東郡元・鹿屋市新栄町                           |
| 震度1   | 沖縄県   | 名護市宮里・国頭村奥・伊平屋村我喜屋・南城市玉城前川   |

### 2010(平成22)年沖縄本島近海地震
2010年（平成22年）2月27日5時31分、沖縄本島近海、北緯25度55.1分、東経128度40.8分、震源深さ37km、M 7.2 の地震が発生し、糸満市で最大震度5弱を観測した。沖縄本島で震度5(弱)を観測したのは1909年（明治42年）8月29日の地震以来101年ぶりとなった。負傷者2名。住家の一部破損4棟。また、南城市で0.1mの津波を観測した。気象庁による各地の震度は以下の通り。
| 震度    | 都道府県 | 観測所 |
| ------- | -------- | --- |
| 震度5弱 | 沖縄県   | 糸満市潮崎町 |
| 震度4   | 沖縄県   | 名護市港・国頭村奥・国頭村辺土名・東村平良・今帰仁村仲宗根・本部町役場・恩納村恩納・那覇市樋川・那覇空港・那覇市港町・宜野湾市野嵩・浦添市安波茶・読谷村座喜味・北谷町桑江・北中城村喜舎場・中城村当間・西原町嘉手苅・豊見城市翁長・与那原町上与那原・南風原町兼城・座間味村座間味・うるま市みどり町・南城市玉城前川・南城市知念久手堅・南城市玉城富里・北大東村中野 |
| 震度4   | 鹿児島県 | 与論町茶花 |
| 震度3   | 沖縄県   | 名護市宮里・宜野座村宜野座・金武町金武・伊江村東江前・粟国村役場・伊平屋村我喜屋・伊平屋村役場・伊是名村仲田・嘉手納町嘉手納・渡名喜村渡名喜・久米島町町山城・久米島町謝名堂・久米島町仲泊・久米島町比嘉・南大東村在所・南大東村池之沢 |
| 震度3   | 鹿児島県 | 瀬戸内町請島・瀬戸内町与路島・喜界町滝川・奄美市笠利町里・奄美市名瀬幸町・徳之島町亀津・天城町平土野・伊仙町伊仙・和泊町国頭・和泊町和泊・知名町知名 |
| 震度2   | 沖縄県   | 宮古島市平良下里・宮古島市平良西仲宗根・宮古島市城辺福北・宮古島市平良狩俣・宮古島市城辺福西・宮古島市平良西里 |
| 震度2   | 鹿児島県 | 鹿児島十島村諏訪之瀬島・鹿児島十島村悪石島・大和村思勝・宇検村湯・瀬戸内町西古見・瀬戸内町古仁屋・瀬戸内町加計呂麻島・喜界町湾・奄美市住用町西仲間・天城町当部湾 |
| 震度1   | 沖縄県   | 多良間村塩川・石垣市登野城・石垣市新栄町・竹富町大原・竹富町黒島・竹富町船浮・竹富町上原青年会館 |
| 震度1   | 鹿児島県 | 鹿児島市東郡元・鹿屋市新栄町・鹿屋市札元・大崎町仮宿・曽於市大隅町中之内・中種子町野間・南種子町中之上・屋久島町小瀬田・屋久島町宮之浦・龍郷町屋入・龍郷町浦 |
| 震度1   | 宮崎県   | 高千穂町三田井・宮崎市霧島・宮崎市松橋・日南市南郷町南町・都城市菖蒲原・都城市姫城町・小林市真方・小林市野尻町東麓 |
| 震度1   | 熊本県   | 熊本美里町永富 |

### 2021(令和3)年トカラ列島群発地震
2021(令和3)年4月9日から12日にかけ、トカラ列島近海で有感地震の数が180回を超える群発地震が発生した。
2021年4月10日の午前7時7分には、マグニチュード5.2、深さ約20kmの、一連の地震活動で最大規模の地震が発生した。
この地震で震度4以上の揺れを観測した地域は以下の通り。
| 震度 | 都道府県 | 観測所             |
| ---- | -------- | ------------------ |
| 4    | 鹿児島県 | 鹿児島十島村悪石島 |

また、同年12月4日正午からトカラ列島近海で群発地震が発生している。
同年12月9日には、マグニチュード6.1、深さ14kmの地震が発生した。現段階では、一連の地震活動で最大規模の地震である。
各地の震度は以下の通り。
| 震度    | 都道府県 | 観測所                                             |
| ------- | -------- | -------------------------------------------------- |
| 震度5強 | 鹿児島県 | 十島村悪石島                                       |
| 震度4   | 鹿児島県 | 十島村小宝島                                       |
| 震度3   | 鹿児島県 | 奄美市                                             |
| 震度2   | 鹿児島県 | 瀬戸内町・龍郷町・喜界町                           |
| 震度1   | 鹿児島県 | 大和村・宇検村・中種子町・屋久島町・天城町・伊仙町 |

### 2025(令和7)年トカラ列島群発地震
2025(令和7)年6月21日以降、トカラ列島近海で観測された有感地震が1000回を超える群発地震が発生しており、現在も継続中である。回数としては観測史上最多である。
2025年7月2日の午後3時26分には、マグニチュード5.6、深さ約10kmの、現段階では、一連の地震活動の中で最大規模の地震が発生した。
この地震で震度4以上の揺れを観測した地域は以下の通り。
| 震度 | 都道府県 | 観測所             |
| ---- | -------- | ------------------ |
| 4    | 鹿児島県 | 鹿児島十島村悪石島 |

また、同年7月3日には、マグニチュード5.5、深さ約20km、最大震度6弱の地震が発生した。気象庁によると、1919年以降、鹿児島県の十島村で震度6弱を観測したのは初めてだという。